# Давид, Лукас
Лукас Флориан Давид (нем. Lukas Florian David; 5 июня 1934, Вельс — 11 октября 2021, Лемго) — австрийский скрипач и музыкальный педагог. Сын композитора Иоганна Непомука Давида, брат Томаса Кристиана Давида.
Учился в Лейпцигской Высшей школе музыки, затем в зальцбургском Моцартеуме и  Детмольдской Высшей школе музыки, в том числе у Макса Штруба. В дальнейшем совершенствовался под руководством Натана Мильштейна и Тибора Варги, позднее выступал в составе ансамбля солистов под управлением Варги. С 1956 года концертировал как солист, имея широкий диапазон произведений от Иоганна Себастьяна Баха до новейших авторов. В 1958 году получил поощрительную премию Земли Северный Рейн — Вестфалия для молодых деятелей искусства. Среди записей Давида — концерты Генрика Венявского, Генриха Вильгельма Эрнста, Карла Гольдмарка.
В 1959—1966 годах преподавал в Венской академии музыки, в 1966—1998 годах — профессор Детмольдской Высшей школы музыки.
Скончался 11 октября 2021 года.